# L'ultimo eroe (film 1919)
L'ultimo eroe (The Last of the Duanes) è un film muto del 1919 diretto da J. Gordon Edwards. La sceneggiatura si basa sul racconto The Last of the Duanes di Zane Grey pubblicato su Argosy nel settembre 1914.

## Trama

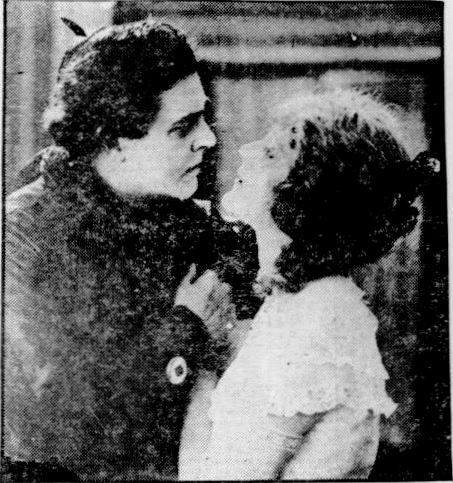
William Farnum e Louise Lovely

Buck Duane, figlio di un fuorilegge, vorrebbe vivere in pace ma non ci riesce: avendo ucciso per legittima difesa un uomo, deve darsi alla macchia, trovando riparo tra le colline. Qui, potrebbe unirsi a una banda di fuorilegge, ma rifiuta di farlo. Per salvare Jenny Lee, una ragazza che anni prima era stata rapita da Bland e dalla sua banda, Buck viene ferito dalla moglie di Bland. Jenny si prende cura di lui e i due si innamorano l'uno dell'altra. La ragazza viene poi salvata dai Texas Rangers ai quali finisce per arrendersi anche Buck. Il capitano dei Rangers dichiara che Buck potrà essere libero se collaborerà con gli agenti, aiutandoli a catturare i due banditi che anni prima avevano ucciso i genitori di Jenny. Nel corso di una rapina in banca, i fuorilegge vengono catturati, Buck ferito ma poi il governatore gli concede la grazia. Può così sposare Jenny per metter su famiglia con lei.

## Produzione
Il film fu prodotto dalla Fox Film Corporation.

## Distribuzione
Distribuito dalla Fox Film Corporation, il film - presentato da William Fox - uscì nelle sale cinematografiche USA dopo essere stato proiettato in prima a New York il 14 settembre 1919.